# Stenus providus
Stenus providus är en skalbaggsart som beskrevs av Wilhelm Ferdinand Erichson 1839. Stenus providus ingår i släktet Stenus, och familjen kortvingar. Enligt den svenska rödlistan är arten nära hotad i Sverige. Arten förekommer i Götaland, Öland och Svealand. Artens livsmiljö är våtmarker, skogslandskap.

## Bildgalleri

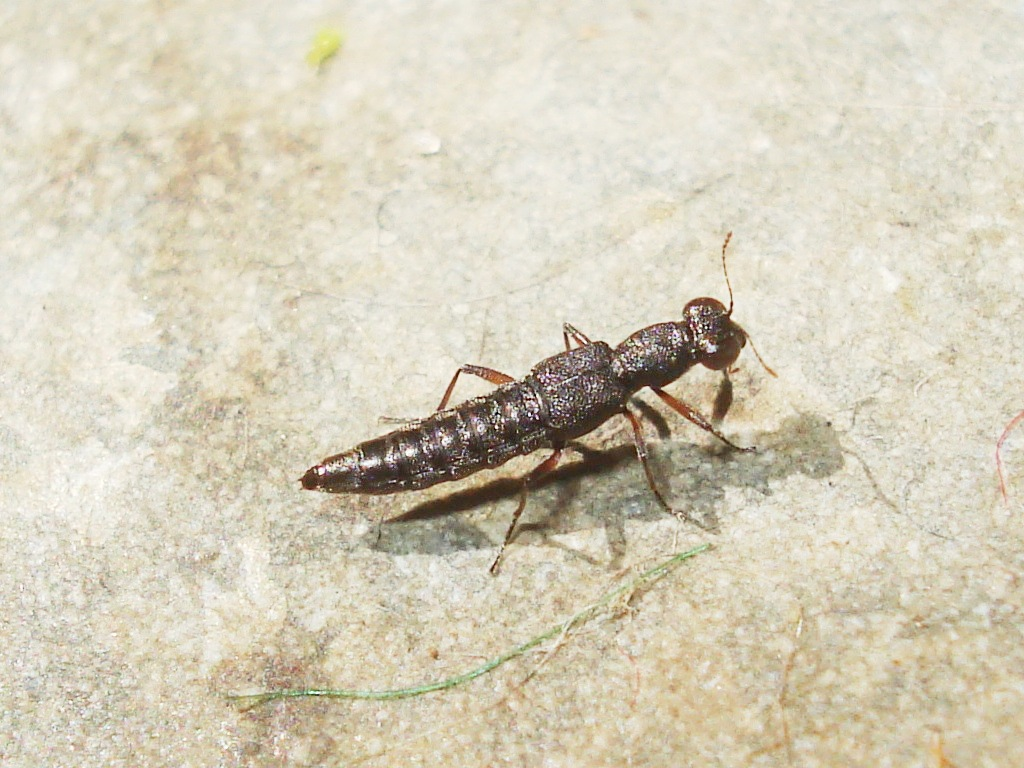